# Auto-Partei
Die Auto-Partei (bis 1994 Autopartei, von 1994 bis 2009 Freiheits-Partei der Schweiz (FPS)) ist eine politische Partei in der Schweiz, die 1985 gegründet wurde und politisch im rechten Spektrum eingeordnet wird.

## Geschichte
Die politisch weit rechts stehende Autopartei wurde im Jahr 1985 von Michael E. Dreher als Gegenpol zur Grünen Partei gegründet. Nach der Zürcher Sektion wurden weitere Kantonalparteien gegründet und hatten relativ schnell einigen Erfolg. In mehreren Kantonen erreichte die Autopartei Fraktionsstärke (etwa in den Kantonen St. Gallen, Thurgau und Schaffhausen).
Ihren Höhepunkt erreichte die Autopartei in der Legislaturperiode 1991 bis 1995, als sie mit acht Sitzen im Nationalrat vertreten war. Mit dem Erstarken der SVP, aber auch wegen des eigenen aggressiven Stils und internen Querelen verlor die Autopartei die Gunst vieler Wähler. Einige ihrer prominentesten Vertreter traten zur SVP über.

### Umbenennung in Freiheits-Partei
Im Jahr 1994 wurde die Partei in Freiheits-Partei umbenannt.
Seit den Wahlen von 1999 verfügt die Partei über keine Mandate im Nationalrat mehr. Im Kanton Zürich etwa, wo sie 1991 noch 2 Mandate errungen hatte, erreichte sie bei den Schweizer Parlamentswahlen 2003 weniger als 0,2 Prozent der Wählerstimmen (2007: 0,1 %, 2011 keine Kandidatur). Ausserhalb der Stadt Biel ist die Partei seit Beginn der 2000er-Jahre eine Splittergruppe. An einer Delegiertenversammlung im Oktober 2009 beschlossen die Mitglieder die Rückkehr zum leicht abgeänderten Parteinamen «auto-partei.ch».

### Niedergang
In Biel konnte sich die Partei dank Jürg Scherrer, bis 2008 für die Polizei verantwortliches Mitglied der Bieler Stadtregierung, deutlich länger halten. So war sie von 2004 bis 2008 mit 7 Sitzen im 60-köpfigen Bieler Stadtparlament vertreten. Seit Scherrers Rücktritt von 2008 war die Bieler Partei von internen Querelen geprägt. Diese führten zu ihrem Auseinanderbrechen. Mit dem Übertritt des Stadtrates Martin Scherrer, des Sohnes von Jürg Scherrer, zur SVP verlor die Auto-Partei im Mai 2012 ihren schweizweit letzten Amtsträger.

## Positionen
Die Auto-Partei sieht sich als Interessenvertreterin des «kleinen Mannes», insbesondere in seinen Eigenschaften als Autofahrer und Schweizer Bürger. Sie vertritt die Interessen der Autofahrer und der Autoindustrie und fordert eine Verkehrspolitik, die den motorisierten Individualverkehr favorisiert. Sie bekämpft die Antirassismus-Gesetzgebung und fordert eine restriktive Asyl-, Ausländer- und Drogenpolitik. Sie ist gegen einen Beitritt der Schweiz zur Europäischen Union, aber auch gegen die bilateralen Verträge. Weitere Ziele sind wirtschaftliche Deregulierung, eine harte Sparpolitik und eine starke Armee.

## Personen

### Präsidenten
- 1985 bis 1990: Michael E. Dreher, später Mitglied der SVP
- 1990 bis 1994: Jürg Scherrer
- 1994 bis 1998: Roland Borer, später Mitglied der SVP
- 1998 bis 2008: Jürg Scherrer (2. Amtszeit)
- 2008 bis 2010: Peter Commarmot
- 2010 bis 2015: Jürg Scherrer (3. Amtszeit)
- 2015 bis 2017: Frank Karli
- 2017 bis 2021: Daniele Weber
- 2021 bis heute: Frank Karli

### Weitere ehemalige Mitglieder
- Ulrich Giezendanner, ehemaliger Nationalrat der SVP